# Партия возрождения (Турецкая Республика Северного Кипра)
Партия возрождения (тур. Yeniden Doğuş Partisi, YDP) ― консервативная политическая партия в Турецкой Республике Северного Кипра. Была основана 7 октября 2016 года. Руководителем партии является профессор Эрхан Арыклы, а её генеральным секретарём ― Туран Бююкылмаз. По заявлению руководства политического объединения, идеологической основой Партии Возрождения является «верность своей родине ― Турции» и «обеспечение выживания Турецкой Республики Северного Кипра». Тем не менее, партия решительно отвергает характеристику Северного Кипра как «дочерней страны» Турции и стремится к построению равноправных отношения между Турцией и Северным Кипром как независимыми государствами. 
Партия возрождения является своеобразным преемником партии «Новый рассвет» (тур. Yeni Doğuş Partisi), которая существовала в 1985―1993 годах, представляла интересы турецких поселенцев на Северном Кипре и в 1993 году объединилась с Демократической партией. Партия возрождения была образована путём реорганизацией Движения возрождения, основанного в 2015 году как «объединение на пересечении разных партийных линий». Большинство основателей Партии возрождения были выходцами из рядов Демократической партии. 
Журналист Левент Озадам писал, что Арыклы и другие основатели придерживаются идеологии турецкого национализма и что партия станет ещё одним проводником интересов переселенцев из Турции; такие же взгляды разделял ученый и политический комментатор Мехмет Хасгюлер. Озадам далее отмечал, что глава ассоциации хатайцев-киприотов вышел из Партии национального единства и должен был вступить в Партию возрождения. Однако сама Партия возрождения решительно отвергла подобные нападки и заявляла, что она не будет лоббировать интересы турецких переселенцев в ущерб коренному населению Северного Кипра. 

## Результаты выборов
| выборы | Голосов | Голосов | Голосов |
| выборы | #       | %       | Место   |
| ------ | ------- | ------- | ------- |
| 2018   | 375 113 | 7,0     | шестое  |